# BWF Grand Prix 2017
Der BWF Grand Prix 2017 war die elfte Auflage des BWF Grand Prix im Badminton. Er startete am 17. Januar 2017 mit dem Malaysia Masters 2017 und endete mit dem Korea Masters 2017 am 3. Dezember 2017.

## Turniere und Sieger
| Veranstaltung           | Herreneinzel             | Dameneinzel           | Herrendoppel                        | Damendoppel                                 | Mixed                                          |
| ----------------------- | ------------------------ | --------------------- | ----------------------------------- | ------------------------------------------- | ---------------------------------------------- |
| Malaysia Masters        | Ng Ka Long               | Saina Nehwal          | Berry Angriawan Hardianto           | Jongkolphan Kititharakul Rawinda Prajongjai | Tan Kian Meng Lai Pei Jing                     |
| Syed Modi International | Sameer Verma             | P. V. Sindhu          | Mathias Boe Carsten Mogensen        | Kamilla Rytter Juhl Christinna Pedersen     | Pranav Chopra Siki Reddy                       |
| Thailand Masters        | Tommy Sugiarto           | Busanan Ongbumrungpan | Huang Kaixiang Wang Yilu            | Chen Qingchen Jia Yifan                     | Zhang Nan Li Yinhui                            |
| German Open             | Chou Tien-chen           | Akane Yamaguchi       | Kim Astrup Anders Skaarup Rasmussen | Yuki Fukushima Sayaka Hirota                | Zhang Nan Li Yinhui                            |
| Swiss Open              | Lin Dan                  | Chen Xiaoxin          | Chai Biao Hong Wei                  | Chen Qingchen Jia Yifan                     | Dechapol Puavaranukroh Sapsiree Taerattanachai |
| China Masters           | Tian Houwei              | Aya Ohori             | Chen Hung-ling Wang Chi-lin         | Bao Yixin Yu Xiaohan                        | Wang Yilu Huang Dongping                       |
| Thailand Open           | Sai Praneeth Bhamidipati | Ratchanok Intanon     | Berry Angriawan Hardianto           | Greysia Polii Apriyani Rahayu               | He Jiting Du Yue                               |
| Chinese Taipei Open     | Chou Tien-chen           | Saena Kawakami        | Chen Hung-ling Wang Chi-lin         | Chae Yoo-jung Kim So-young                  | Seo Seung-jae Kim Ha-na                        |
| Canada Open             | Kanta Tsuneyama          | Saena Kawakami        | Peter Briggs Tom Wolfenden          | Mayu Matsumoto Wakana Nagahara              | Kim Won-ho Shin Seung-chan                     |
| Russia Open             | Sergey Sirant            | Evgeniya Kosetskaya   | Vladimir Ivanov Ivan Sozonov        | Akane Araki Aoi Matsuda                     | Chan Peng Soon Cheah Yee See                   |
| US Open                 | H. S. Prannoy            | Aya Ohori             | Takuto Inoue Yuki Kaneko            | Lee So-hee Shin Seung-chan                  | Seo Seung-jae Kim Ha-na                        |
| New Zealand Open        | Lee Cheuk Yiu            | Ratchanok Intanon     | Chen Hung-ling Wang Chi-lin         | Vivian Hoo Kah Mun Woon Khe Wei             | Ronald Alexander Annisa Saufika                |
| Vietnam Open            | Khosit Phetpradab        | Sayaka Takahashi      | Wahyu Nayaka Ade Yusuf              | Chayanit Chaladchalam Phataimas Muenwong    | Alfian Eko Prasetya Melati Daeva Oktavianti    |
| Dutch Open              | Kento Momota             | Zhang Beiwen          | Liao Min-chun Su Ching-heng         | Della Destiara Haris Rizki Amelia Pradipta  | Marcus Ellis Lauren Smith                      |
| Bitburger Open          | Rasmus Gemke             | Nitchaon Jindapol     | Kim Astrup Anders Skaarup Rasmussen | Jongkolphan Kititharakul Rawinda Prajongjai | He Jiting Du Yue                               |
| Macau Open              | Kento Momota             | Cai Yanyan            | Wahyu Nayaka Ade Yusuf              | Huang Yaqiong Yu Xiaohan                    | Zheng Siwei Huang Yaqiong                      |
| Scottish Open           | Toby Penty               | Kirsty Gilmour        | Jelle Maas Robin Tabeling           | Selena Piek Cheryl Seinen                   | Jacco Arends Selena Piek                       |
| Korea Masters           | Jeon Hyeok-jin           | Gao Fangjie           | Kim Won-ho Seo Seung-jae            | Lee So-hee Shin Seung-chan                  | Seo Seung-jae Kim Ha-na                        |